# Colasposoma viridivittatum
Colasposoma viridivittatum é uma espécie de escaravelho de folha de Mali, observado por Joseph Sugar Baly em 1865.